# Leandro N. Alem partido
Leandro N. Alem egy partido (körzet) Argentínában a Buenos Aires tartományban. A fővárosa Vedia.

## Települések
| - Vedia - Juan Bautista Alberdi - Leandro N. Alem - Alberdi Viejo - El Dorado - Fortín Acha | Parajes - Trigales - Perkins |  |